# Coupe du Liechtenstein de football 2010-2011
Navigation
Édition précédente Édition suivante
La coupe du Liechtenstein 2010-2011 de football est la 66e édition de la Coupe nationale de football, la seule compétition nationale du pays en l'absence de championnat.
Elle débute le 17 août 2010 et se conclut le 25 avril 2011 avec la finale disputée au Rheinpark Stadion de Vaduz, entre le FC Vaduz et l'USV Eschen/Mauren.
Les sept équipes premières du pays ainsi que plusieurs équipes réserves de ces clubs, soit dix-sept équipes au total, s'affrontent dans des tours à élimination directe.
Le FC Vaduz bat l'USV Eschen/Mauren en finale sur le score de 5 buts à 0 et se qualifie pour la Ligue Europa 2011-2012.

## Premier tour
Le premier tour concerne les équipes réserves ainsi que le FC Triesen.
| Date         | Équipe 1              | Résultat | Équipe 2          |
| ------------ | --------------------- | -------- | ----------------- |
| 17 août 2010 | USV Eschen/Mauren III | 5 - 1    | FC Triesenberg II |
| 17 août 2010 | FC Vaduz Portuguese   | 1 - 3    | FC Triesen II     |
| 17 août 2010 | FC Balzers III        | 4 - 2    | FC Ruggell II     |
| 18 août 2010 | FC Vaduz II           | 0 - 5    | FC Triesen        |
| 18 août 2010 | FC Schaan Azzurri     | 5 - 2    | FC Balzers II     |

## Deuxième tour
Le deuxième tour voit l'entrée en lice du FC Schaan, du FC Triesenberg et du FC Ruggell.
| Date              | Équipe 1              | Résultat | Équipe 2       |
| ----------------- | --------------------- | -------- | -------------- |
| 14 septembre 2010 | FC Schaan Azzurri     | 1 - 2    | FC Ruggell     |
| 14 septembre 2010 | FC Triesen II         | 1 - 4    | FC Balzers III |
| 15 septembre 2010 | USV Eschen/Mauren III | 1 - 4    | FC Triesen     |
| 15 septembre 2010 | FC Schaan             | 0 - 1    | FC Triesenberg |

## Quarts de finale
Les quarts de finale voient l'entrée en lice des demi-finalistes de l'édition précédente : le FC Vaduz, l'USV Eschen/Mauren, le FC Balzers et l'USV Eschen/Mauren II.
| Date            | Équipe 1             | Résultat | Équipe 2          |
| --------------- | -------------------- | -------- | ----------------- |
| 19 octobre 2010 | FC Balzers III       | 0 - 6    | USV Eschen/Mauren |
| 20 octobre 2010 | FC Ruggell           | 1 - 8    | FC Vaduz          |
| 20 octobre 2010 | FC Triesen           | 1 - 13   | FC Balzers        |
| 20 octobre 2010 | USV Eschen/Mauren II | 1 - 2    | FC Triesenberg    |

## Demi-finales
Les équipes qualifiées à ce stade de la compétition démarreront la prochaine édition directement en quarts de finale.
| Date          | Équipe 1          | Résultat | Équipe 2       |
| ------------- | ----------------- | -------- | -------------- |
| 5 avril 2011  | FC Vaduz          | 8 - 0    | FC Triesenberg |
| 12 avril 2011 | USV Eschen/Mauren | 2 - 1    | FC Balzers     |

## Finale
| 25 avril 2011 | FC Vaduz                                                          | 5 - 0   | USV Eschen/Mauren | Rheinpark Stadion, Vaduz |                     |
| 17:00         | Harrer 38e · Sara 52e · Schwegler 64e · Arlan 73e · Ciccone 90+2e | (1 - 0) |                   | Spectateurs : 2 155      | Spectateurs : 2 155 |